# Omdlenie
Omdlenie (łac. syncope) – krótkotrwała utrata przytomności wywołana przejściowym globalnym zmniejszeniem perfuzji mózgowej. Charakteryzuje się szybkim rozwojem objawów aż do zupełnej utraty przytomności, krótkim czasem trwania oraz samoistnym i pełnym odzyskaniem przytomności.
W praktyce jest to zdecydowanie najczęstsza przyczyna krótkotrwałych utrat przytomności. W badaniach doświadczalnych wykazano, że przerwanie dopływu krwi do mózgu na czas 6–8 sekund powoduje utratę przytomności, podobny efekt powoduje także spadek ciśnienia skurczowego poniżej 60 mm Hg albo spadek ilości dostarczanego tlenu o 20%.

## Epidemiologia
Omdlenie wystąpiło lub wystąpi u 40% populacji.

## Klasyfikacja
Omdlenia odruchowe:
- Omdlenia wazowagalne:
  - wyzwalane silnym emocjonalnym dyskomfortem (strach, ból, instrumentacja najczęściej przy dużych tętnicach, widok krwi)
  - wyzwolony obciążeniem ortostatycznym.
- Omdlenia sytuacyjne
  - kaszlowe
  - wywołane stymulacją ze strony układu pokarmowego (np. połykanie, defekacja, ból trzewny).
  - mikcyjne
  - powysiłkowe
  - poposiłkowe
  - inne (wywołane śmiechem, grą na instrumentach dętych, podnoszeniem ciężarów)
- Zespół zatoki szyjnej
- Formy atypowe bez ewidentnego czynnika spustowego lub o nietypowym przebiegu.

Omdlenia związane z niedociśnieniem ortostatycznym
- Pierwotna niedomoga autonomiczna: Zespół Shy’a-Dragera, zanik wieloukładowy, choroba Parkinsona, otępienie z ciałami Lewy’ego
- Wtórna niedomoga autonomiczna w cukrzycy, amyloidozie, mocznicy, uszkodzeniach rdzenia kręgowego.
- Polekowe niedociśnienie ortostatyczne: alkohol, leki wazodylatacyjne, diuretyki, fenotiazyny, antydepresanty.
- Zmniejszenie krążącej objętości krwi: krwotoki, biegunki, wymioty itd.

Omdlenie kardiogenne (sercowo-naczyniowe)
- Zaburzenia rytmu jako pierwotna przyczyna.
- Choroba strukturalna
  - serca
  - inna: zatorowość płucna, ostre rozwarstwienie aorty, nadciśnienie płucne.

## Omdlenie odruchowe
We wszystkich grupach wiekowych jest to najczęstsza przyczyna omdleń. Określenie to dotyczy heterogennej grupy sytuacji, kiedy to sercowo-naczyniowe odruchy, normalnie przydatne w kontroli krążenia stają się przejściowo nieadekwatne, w odpowiedzi na czynnik wyzwalający, co skutkuje wazodylatacją i/lub bradykardią i dalej spadkiem ciśnienia i uogólnioną hipoperfuzją mózgu. Mechanizm prowadzący do spadku ciśnienia polega na nagłym spadku stymulacji sympatycznej (współczulnej) i wzrostu napięcia wagalnego z następową wazodylatacją i bradykardią. Bradykardię można zablokować podaniem atropiny, która jednak nie wpływa na element naczyniowy obserwowanej reakcji. Zwykle omdlenie poprzedzają objawy stymulacji autonomicznej jak intensywne pocenie się, bladość, nudności.
Klasyfikacje omdleń odruchowych opierają się na rodzaju dominującej drogi eferentnej (wazodepresyjne, kardiodepresyjne, mieszane), albo na drodze aferentnej, opisując rodzaj czynnika wyzwalającego. Zwykle rodzaj czynnika wyzwalającego nie wpływa znacząco na rodzaj odpowiedzi, która jest raczej cechą osobniczą.
Większość dowodów i opinii ekspertów wskazuje na to, że mechanizm prowadzący do omdlenia odruchowego sam w sobie nie jest patologią, a jego powszechne występowanie wskazuje, że jest to prawdopodobnie rodzaj przystosowania, które (być może w odległej przeszłości) miało ochronną funkcję. Wykazano podobne fizjologicznie i symptomatologicznie zjawiska u innych kręgowców (głównie ssaków i ptaków), szczególnie podobnym fenomenem jest, wazowagalny odruch w przebiegu wstrząsu krwotocznego, w modelach doświadczalnych wyzwalany przez niedociśnienie w obrębie klatki piersiowej. Ochronną rolę tego odruchu można upatrywać w hamowaniu nadmiernie stymulowanego sympatycznie serca, celem ograniczenia jego uszkodzenia. Na drugi mechanizm może wskazywać tendencja do wyzwalania wazowagalnej reakcji przy instrumentalizacji dużych naczyń tętniczych, jest możliwe, że mechanizm ten, w przypadku urazu dużego naczynia, umożliwiał ochronienie pewnej objętości krwi przez obniżenie przejściowo ciśnienia dając warunki i czas do zadziałania miejscowych mechanizmów hemostazy. Jak by tego nie tłumaczyć, rozpowszechnienie zjawiska wśród zdrowej, dobrze rokującej w odległej obserwacji populacji wskazuje na silną presję ewolucyjną i korzystny jego wpływ w przeszłości, zwraca też uwagę znaczne osobnicze zróżnicowanie podatności na tę reakcję.

## Omdlenia związane z niedociśnieniem ortostatycznym
Jest to rzadka przyczyna przed 40. rokiem życia (o ile nie jest spowodowana zmniejszeniem objętości krwi krążącej, lub porażeniem naczyń przez inny proces).
Niedociśnienie ortostatyczne jest zdefiniowane jako nadmierny spadek skurczowego ciśnienia tętniczego związany z przyjęciem pozycji stojącej. Wynika on z pierwotnie osłabionej zdolności do prawidłowej wazokonstrykcji w związku z niedomogą układu autonomicznego, pierwotną, wtórną, czy indukowaną lekami. Klinicznie taki stan charakteryzuje się przedłużającymi się objawami prodromalnymi w pozycji stojącej (czy siedzącej) pod postacią osłabienia, zawrotów głowy, zaburzeń widzenia, szumów w uszach itd. W tej sytuacji dochodzi do stanu przedomdleniowego, zasłabnięcia, stosunkowo rzadko do pełnej utraty przytomności. Opisuje się kilka rodzajów hypotonii ortostatycznej, różniących się dynamiką objawów, oraz grupą ludzi, których dotyczą.
- Początkowa nietolerancja ortostatyczna: częste zjawisko u młodych, astenicznych osób, lub leczonych a-blokerami, występuje w pierwszych kilkudziesięciu sekundach po pionizacji ze znacznym spadkiem ciśnienia, zawrotami głowy, zaburzeniami widzenia słyszenia, zwykle objawy wycofują się z czasem i rzadko dochodzi do omdlenia.
- Typowe niedociśnienie ortostatyczne, objawy pojawiają się 30 s do 3 min od pionizacji: zwroty głowy, zmęczenie, osłabienie, zaburzenia widzenia i słyszenia, kołatanie serca, stan przedomdleniowy, pełne omdlenie stosunkowo rzadko. Zjawisko często związane z lekami, starszym wiekiem, odwodnieniem.
- Opóźniona (progresywna) hipotonia ortostatyczna: pojawia się od 3 do 30 minut po przyjęciu pozycji pionowej, objawy prodromalne trwają długo: (zawroty głowy, zmęczenie, osłabienie, kołatanie serca, zaburzenia widzenia i słyszenia, nadmierne pocenie się, ból pleców, szyi, okolicy przedsercowej), często dochodzi do omdlenia. Tego typu reakcja najczęściej jest związana z niedomogą układu autonomicznego.
- Opóźniona hipotonia ortostatyczna wyzwalającą odruch wazowagalny.
- POTS (postural orthostatic tachycardia syndrome): zjawisko obserwowane często u młodych kobiet, kiedy to po pionizacji spadkowi ciśnienia towarzyszy znaczna tachykardia, pomimo objawów nietolerancji pozycji stojącej zwykle nie dochodzi do omdlenia.

Nietolerancję ortostatyczną obserwujemy w wielu chorobach przy porażeniu naczyń (np. anafilaksja), słabej kurczliwości naczyń (choroba Addisona), hipowolemii (odwodnienie, krwotok), stąd konieczna duża czujność w ocenie pacjenta.
Wstępne postępowanie polega na ułożeniu chorego na wznak i uniesieniu kończyn dolnych.

## Omdlenia kardiogenne
Są to omdlenia związane z pierwotną strukturalną czy elektryczną chorobą serca, lub sercowo-naczyniową. Ten typ omdleń, bardzo zróżnicowany w swoich mechanizmach, niesie za sobą najpoważniejsze rokowanie, dlatego też diagnostyka przejściowych utrat przytomności skupia się na poszukiwaniu kardiologicznych przyczyn, ponieważ duża część z nich poddaje się skutecznemu leczeniu.
Kardiogenne przyczyny dzieli się na
- wynikające z zaburzeń rytmu serca – tachykardia, bradykardia (w tym zespół Morgagniego-Adamsa-Stokesa),
- związane ze strukturalną chorobą serca (i/lub naczyń). Ze względu na (często) słabo wyrażone inne objawy, przy bardzo poważnym rokowaniu, na uwagę zasługują omdlenia w zatorowości płucnej, ciasnej stenozie aortalnej, pierwotnym nadciśnieniu płucnym.

## Inne stany napadowe wymagające różnicowania z omdleniami
- Stany przebiegające z zupełną lub częściowa utrata przytomności bez globalnego spadku perfuzji mózgowej
  - napady padaczkowe
  - zaburzenia metaboliczne, np. hipoglikemia, hypoksja, hiperwentylacja z hipokapnią.
  - zatrucia
  - TIA z zakresu unaczynienia kręgowo-podstawnego.
- Stany bez utraty przytomności, klinicznie często wymagające różnicowania z utratą przytomności
  - upadki
  - „drop attacks”
  - katalepsja
  - psychogenne omdlenia rzekome
  - TIA z zakresu unaczynienia tętnic szyjnych.

## Pierwsza pomoc
W pierwszej kolejności należny skontrolować czynności życiowe: przytomność i oddech.
Jeśli brak oddechu – wezwać pomoc (tel. 112) i rozpocznij resuscytację krążeniowo-oddechową.
Jeśli oddech jest zachowany, osobę nieprzytomną należy ułożyć w pozycji bocznej bezpiecznej. Aktualnie nie jest zalecane unoszenie kończyn jako postępowanie uniwersalne z uwagi na możliwość przyczyny kardiologicznej bądź neurologicznej. Ponadto, definicja (zgodna z wytycznymi Europejskiego Towarzystwa Kardiologicznego – link poniżej) wskazuje, że z omdleniem mamy do czynienia jeśli nieprzytomność ustępuje samoistnie. Przypadki gdzie osoby udzielające pierwszej pomocy wykonują uniesienie kończyn uniemożliwia kwalifikację zgodną z definicją lub różnicowanie z innymi stanami.
Jeśli jest to możliwe, należy zapewnić dostęp świeżego powietrza oraz ułatwić oddychanie np. przez rozpięcie kołnierzyka, krawatu itp. Osoby, które odzyskały przytomność nie powinny szybko zmieniać pozycji. Pionizacja powinna przebiegać w powolnych etapach przy asekuracji osób udzielających pomocy.